# Botanophila parvicornis
Botanophila parvicornis är en tvåvingeart som först beskrevs av Malloch 1920.  Botanophila parvicornis ingår i släktet Botanophila och familjen blomsterflugor. Inga underarter finns listade i Catalogue of Life.